# Werner Rosener
Werner Rosener es un deportista alemán que compitió para la RFA en piragüismo en la modalidad de eslalon. Ganó dos medallas de bronce en el Campeonato Mundial de Piragüismo en Eslalon de 1969, en las pruebas de K1 individual y por equipos.

## Palmarés internacional
| Campeonato Mundial | Campeonato Mundial            | Campeonato Mundial | Campeonato Mundial |
| Año                | Lugar                         | Medalla            | Competición        |
| ------------------ | ----------------------------- | ------------------ | ------------------ |
| 1969               | Bourg-Saint-Maurice (Francia) | Medalla de bronce  | K1 individual      |
| 1969               | Bourg-Saint-Maurice (Francia) | Medalla de bronce  | K1 por equipos     |